# Dinmuchamed Kunaev
Dinmuchamed Achmedovič Kunaev (in russo Динмухамед Ахмедович Кунаев?; Vernyj, 12 gennaio 1912, 30 dicembre 1911 del calendario giuliano – Almaty, 23 agosto 1993) è stato un politico sovietico.

## Biografia
Nato in Kazakistan, tra il 1931 e il 1936 studiò a Mosca all'Istituto Kalinin dei metalli colorati e dell'oro. Lavorò poi nel settore con ruoli dirigenziali e si specializzò in scienze tecniche, divenendo nel 1952 Presidente dell'Accademia delle Scienze della RSS Kazaka, ruolo che avrebbe ricoperto fino al 1955. Iscritto dal 1939 al Partito Comunista di tutta l'Unione, entrò nel 1949 nel Comitato Centrale del Partito Comunista del Kazakistan. Fu dal 1955 al 1960 e poi dal 1962 al 1964 Presidente del Consiglio dei ministri della RSS Kazaka e dal 1956 al 1987 fece parte del Comitato Centrale del PCUS e dal 1971 al 1987 del Politburo. Divenne Primo segretario del partito in Kazakistan nel 1960 e, con una pausa tra il 1962 e il 1964, mantenne tale incarico fino al 1986, quando venne rimosso con decisione del plenum del Comitato Centrale del 16 dicembre nell'ambito della campagna contro la corruzione avviata dalla nuova dirigenza guidata da Michail Gorbačëv.